# Asilus forficula
Asilus forficula là một loài ruồi trong họ Asilidae. Asilus forficula được Macquart miêu tả năm 1846. Loài này phân bố ở vùng nhiệt đới châu Phi.